# 塞丰河
塞丰河（法語：Céphons，法語發音：[sefɔ̃]）是法国中央-盧瓦爾河谷大區安德尔省的河流，是纳翁河的右支流，长18.9千米，发源自勒夫鲁，于朗热流入纳翁河。